# 10 євро
Десять євро, також €10 — друга за номінальною вартістю банкнота євро. Перебуває в обігу від 2002 року, з моменту введення валюти.

## Дизайн

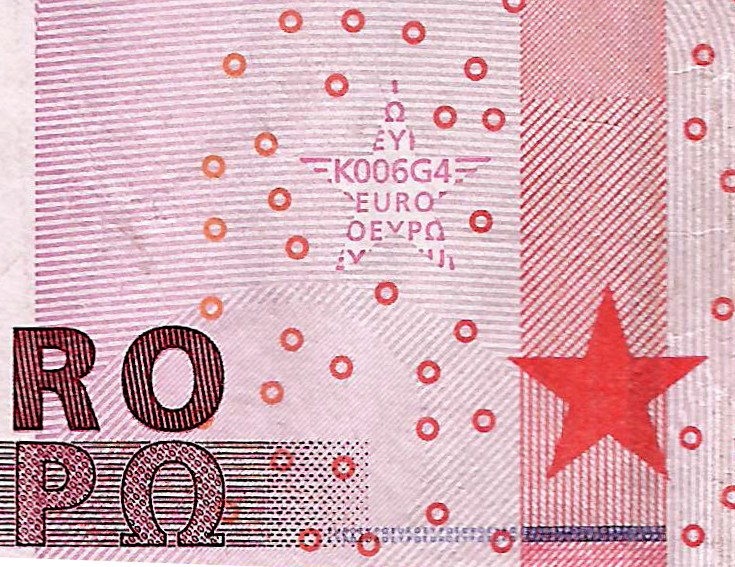
Реверс банкноти: карта Європи та міст доби класичної античності

Десять євро має розміри банкнота євро 127×67 мм. Виконана у червоній кольоровій гамі.
Всі банкноти євро містять зображення мостів та арок/дверних прорізів різних історичних стилів європейської архітектури. Десять євро відображає архітектуру романського стилю (11-12 століття). Хоча Роберт Каліна розробив оригінальні малюнки реально існуючих будівель, з політичних причин вирішено розмістити схематичні приклади відповідних архітектурних епох.
Як і решта банкнот 10 євро містить найменування валюти, номінал, прапор Євросоюзу, підпис президента Європейського центрального банку, 12 зірок ЄС, рік випуску та спеціальні елементи захисту банкноти.

## Елементи захисту банкноти

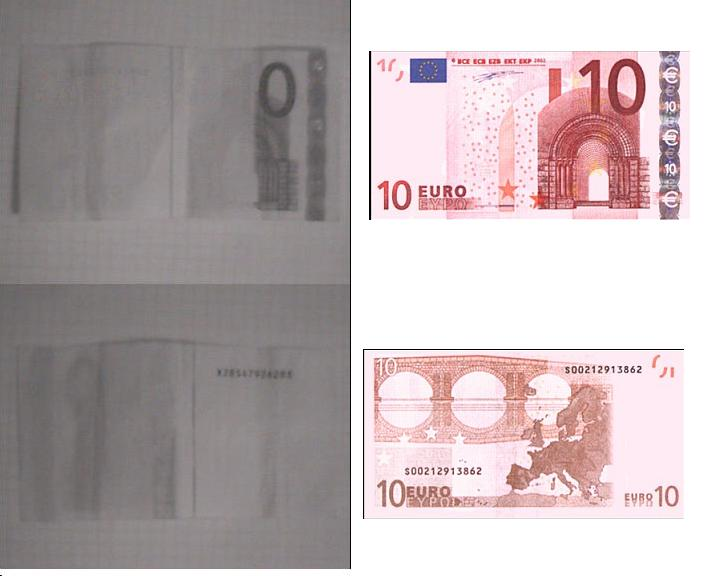
Ліворуч фото банкноти 10 євро камерою, яка не має уф-фільтра, але має фільт видимого світла, завдяки чому можна побачити елементи захисту. Праворуч оригінал.

Оскільки 10 євро має відносно низький номінал, її захист не такий високий, як у інших банкнот євро. Тим не менше вона захищена голограмою, сузір'ям EURion, водяними знаками, рельєфним друком, захисною ниткою, ультрафіолетовим чорнилом, мікродруком, матовою поверхнею, перфорацією, штрихкодом і серійним номером, який підкоряється певному математичному правилу. Код емітенту розташований в положенні 8 o'clock star.

## Зміни
На перших емісіях стоїть підпис голови Європейського центрального банку Віма Дейсенберга, який пізніше замінили на підпис нового голови Європейського Центробанку Жана-Клода Тріше та згодом на підпис його наступника — Маріо Драґі.
8 листопада 2012 року діючий Президент ЄЦБ Маріо Драгі анонсував другу серію банкнот євро — серію «Європа». Першою банкнотою в новій серії є банкнота €5, що була введена в обіг 2 травня 2013 року. Наступною оновленою банкнотою стала банкнота €10, що введена в обіг 23 вересня 2014 року. Дизайн нової банкноти оприлюднений 13 січня 2014 року у Франкфурті.

## Випуски банкнот
| Зображення      | Зображення       | Номінал | Розмір (мм) | Основний колір | Основний колір | Дизайн           | Дизайн   | Положення коду емітенту                                       | Введення в обіг |
| Лицьова сторона | Зворотна сторона | Номінал | Розмір (мм) | Основний колір | Основний колір | Стиль            | Століття | Положення коду емітенту                                       | Введення в обіг |
| --------------- | ---------------- | ------- | ----------- | -------------- | -------------- | ---------------- | -------- | ------------------------------------------------------------- | --------------- |
|                 |                  | 10 євро | 127 × 67    |                | Червоний       | Романський стиль | XI — XII | 8 o'clock star [Архівовано 31 жовтня 2019 у Wayback Machine.] | 1 січня 2002    |

| Зображення      | Зображення       | Номінал | Розмір (мм) | Основний колір | Основний колір | Дизайн           | Дизайн   | Положення коду емітенту | Введення в обіг |
| Лицьова сторона | Зворотна сторона | Номінал | Розмір (мм) | Основний колір | Основний колір | Стиль            | Століття | Положення коду емітенту | Введення в обіг |
| --------------- | ---------------- | ------- | ----------- | -------------- | -------------- | ---------------- | -------- | ----------------------- | --------------- |
|                 |                  | 10 євро | 127 × 67    |                | Червоний       | Романський стиль | XI — XII |                         | 23 вересня 2014 |